# Temptation: Confessions of a Marriage Counselor
Temptation: Confessions of a Marriage Counselor è un film del 2013 diretto da Tyler Perry.
Pellicola di produzione statunitense, adattamento cinematografico curato dallo stesso regista Perry, della sua opera teatrale del 2008 The Marriage Counselor.